# A dirge (Bridge)
A dirge (vertaling: lijkzang) is een compositie van Frank Bridge. Bridge is over het algemeen bekend vanwege vrolijk klinkende kamermuziek. Hij componeerde ook serieus klinkende muziek, bijvoorbeeld zijn Pianotrio nr. 2. Dit vroege werkje A dirge is een opvallend droevig lied (met droevige tekst) midden in een aantal vrolijker composities in de opuslijst. A dirge is een toonzetting van het gedicht A dirge van Percy Bysshe Shelley over de dood. Bridge schreef het in april 1903 voor bariton en piano.
Bridge had kennelijk af en toe een sombere bui, want een jaar later volgde een toonzetting voor A dead violet eveneens van Shelley. Beide stukken beleefden samen met Night lies on the silent highways hun eerste uitvoering tijdens een Patron Fund’sconcert op 6 december 1904 in de Aeolian Hall, alwaar ook een werk voor altviool en piano van Arnold Bax in première ging. De sombere samenstelling voor wat betreft liederen viel niet overal in goede aarde. Zanger was F. Aubrey Milward (bariton).

## Discografie
- Uitgave Dutton Vocalion: Daniel Tong met Ivan Ludlow (bariton)